# Hôtel Cetty
Das Hôtel Cetty in Schlettstadt, einer französischen Stadt im Département Bas-Rhin in der Region Elsass, wurde um 1770 errichtet. Das Hôtel particulier an der Rue du Docteur Alfred Oberkirch Nr. 4 ist seit 1930 als Monument historique klassifiziert.

## Beschreibung
Neben den geschnitzten Türflügeln des Portals besitzt das Hôtel Cetty wertvolle Wandverkleidungen im Speisesaal des Erdgeschosses.   